# Pees (fixatiemiddel)

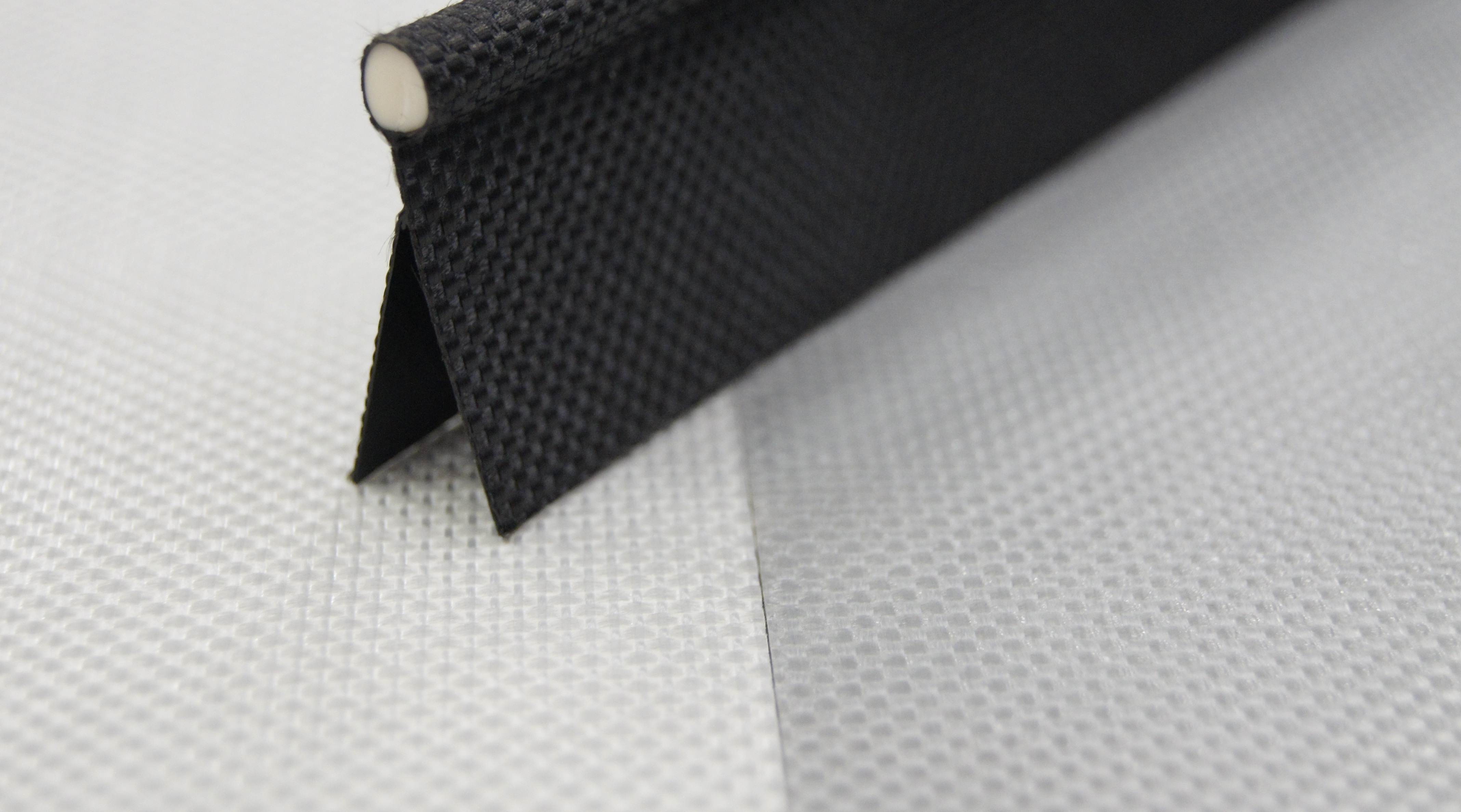
Een losse pees, bedoeld om aan een doek genaaid te worden.

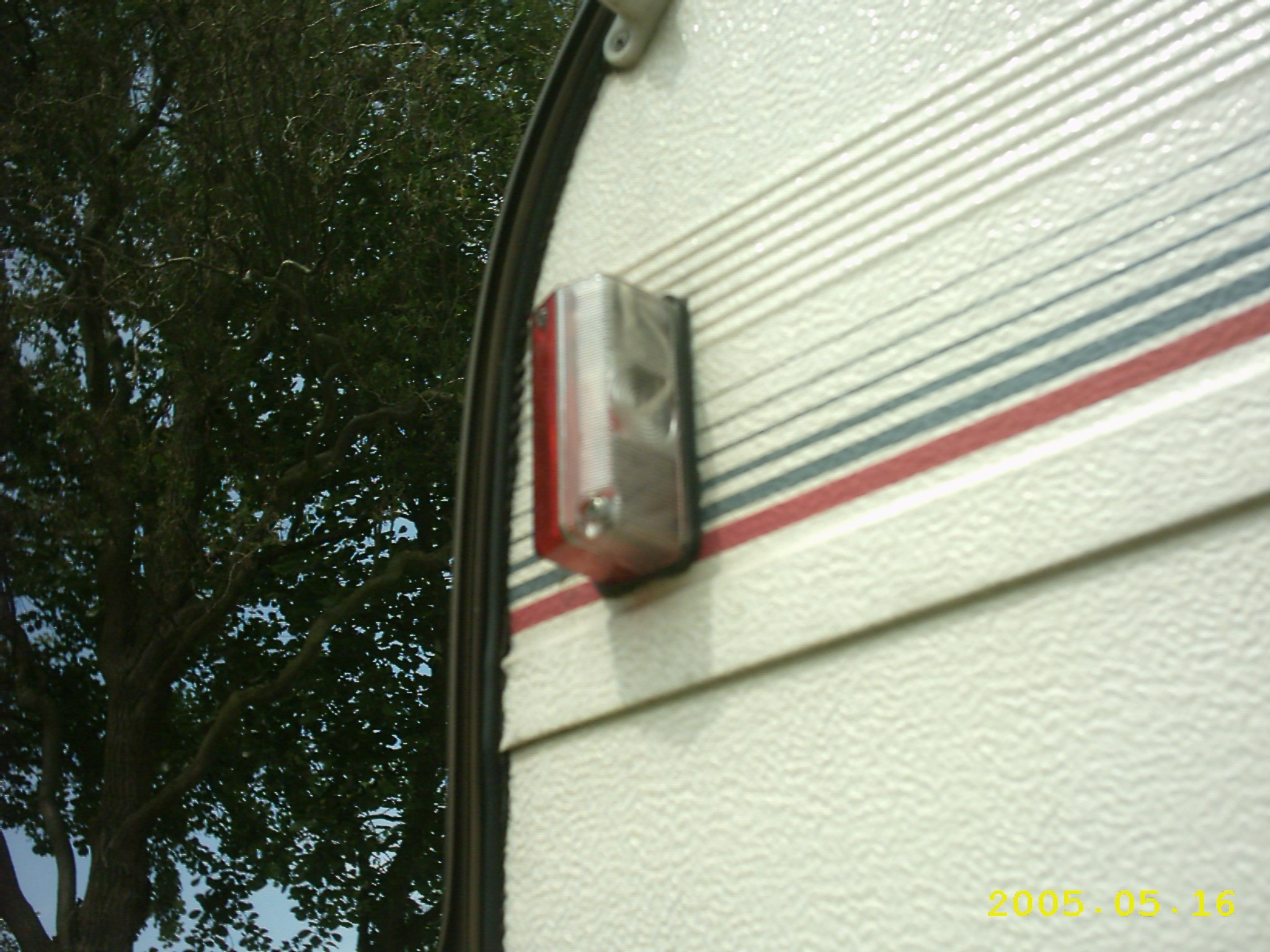
Profiel langs de rand van een caravan, voor bevestiging van een voortent.

Een pees is een meestal flexibel koord of een andere verdikking in de zoom van een doek, dat bedoeld is om dat doek te bevestigen aan een ander voorwerp. Het doek wordt met de pees door een profiel geschoven, zodat het door de vorm van dat profiel wordt ingesloten. Zo kan het doek gelijkmatig worden opgespannen.

## Toepassingen
Pezen worden onder andere gebruikt:
- voor het opspannen van doeken van schilderijen
- voor het bevestigen van een luifel of voortent aan een caravan of camper
- voor het bevestigen van een zonnescherm
- voor het bevestigen van een hor

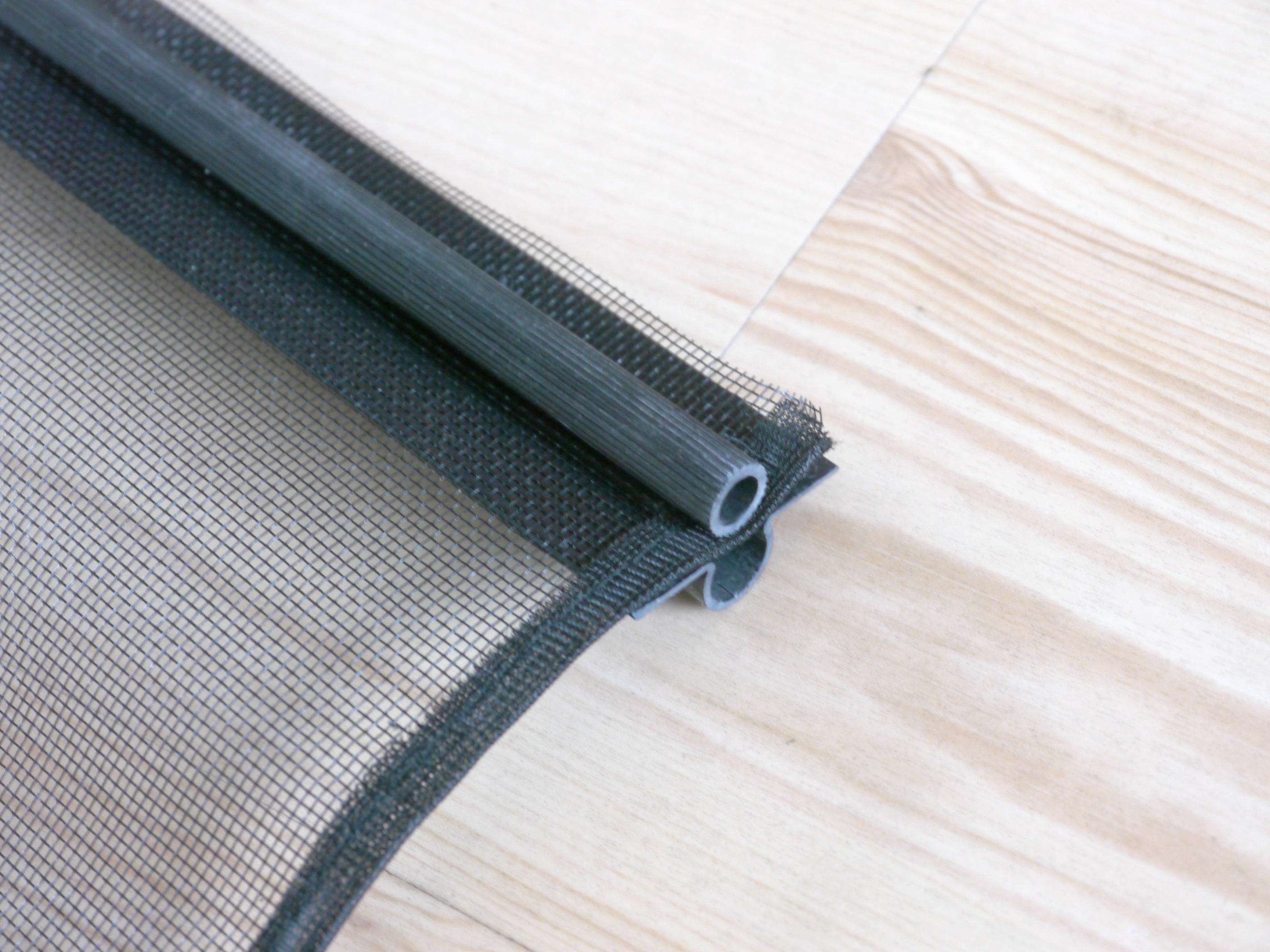
Een pees ter fixatie van een hor (voor montage).
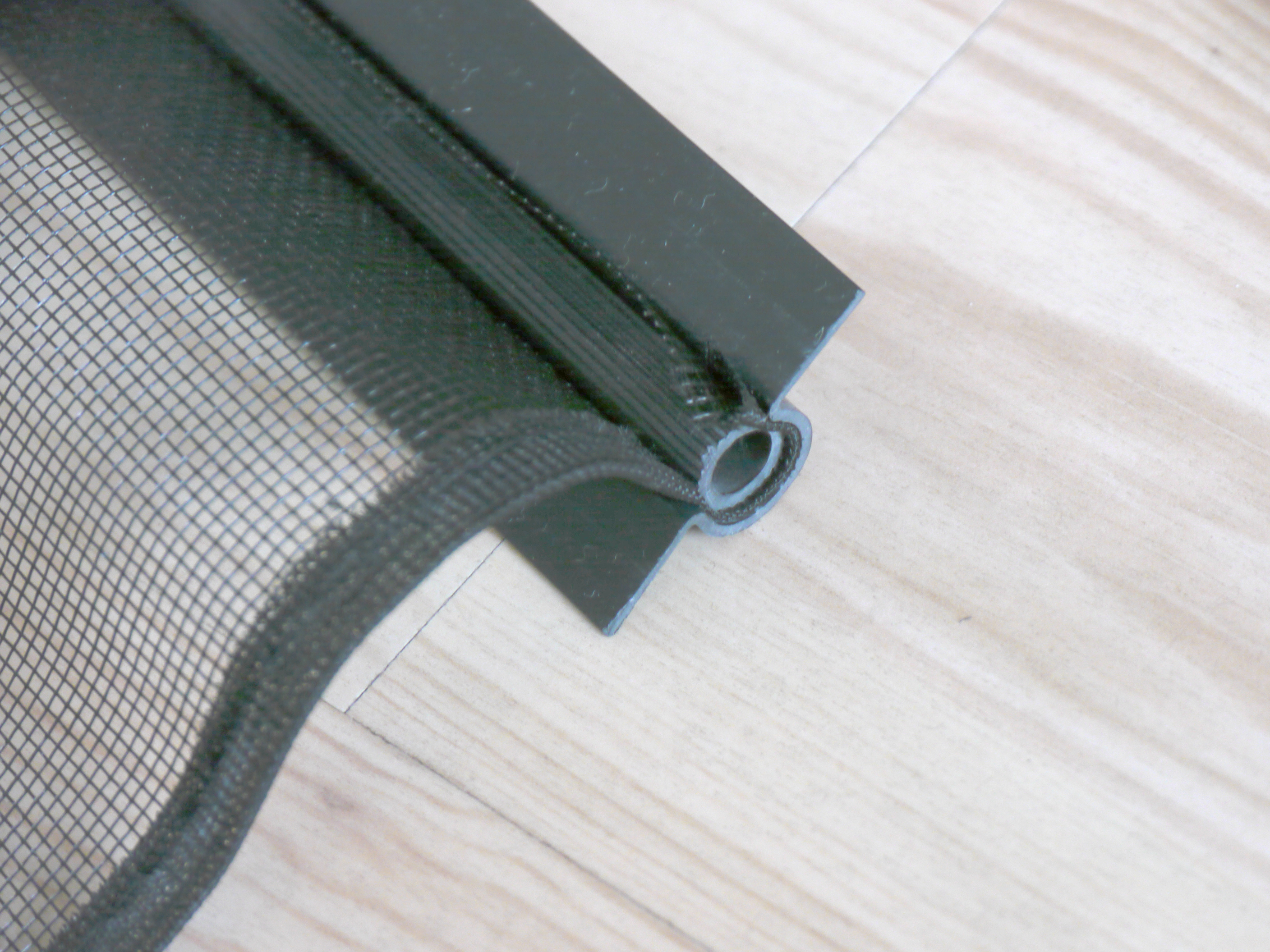
Diezelfde pees, in het profiel geklikt.